# Ogygis Undae
Le Ogygis Undae sono una struttura geologica della superficie di Marte.